# Сюй Чжэнь
Сюй Чжэнь (англ. Xu Zhen; род. 1977, Шанхай, Китай) — современный китайский художник.

## Образование
- 1996 Shanghai Arts & Crafts Institute.

## Творчество
- Насмешливое и парадоксальное творчество Сюй Чжэня включает критику окружения художника, и прежде всего, арт-сцены. В Wet Paint (2008) он покрасил стены галереи белой краской, играя с идеей, что белое пространство лучше всего подходит для презентации искусства. Здесь, помимо прочего, белая краска являлась произведением искусства. Используя краску, которая не сохнет, Сюй Чжэнь развил идею Ива Кляйна Le Vide (1958), легендарной выставки белых стен, ещё дальше. На выставке Чжэня посетители вынуждены были передвигаться с осторожностью.
- Инсталляция «Динозавр» (2007) — насмешливая отсылка к работам Дэмиена Херста, своего рода новый виток в использовании мёртвых животных в искусстве.
- Показанная на Стамбульской биеннале в 2007, инсталляция Сюй Чжэня «8848» представляет собой свидетельства фиктивного проекта. Видео и фотографии документируют как Сюй Чжэнь в августе 2005 вместе с группой взбирается на высоту 8848.13 метров, на Эверест, и срезает верхушку горы. Экспозиция включает, помимо фотографий и фильма, верхушку Эвереста высотой 1.86 метра, записи и инструменты.
- В большой инсталляции «The Starving of Sudan» (2008) Сюй использует живого ребёнка и механического грифа (инсталляция была частью выставки «Impossible Is Nothing», для которой художник позаимствовал знаменитый слоган рекламной кампании Адидас). В инсталляции Сюй воссоздает фотографию, получившую Пулитцеровскую премию, сделанную южноафриканским фотографом Кевином Картером (Kevin Carter) в 1993. Ужасный снимок хищника и голодного ребёнка посреди суданской пустыни вызвал дискуссии по поводу этических норм фотожурналистики. Осуждаемый за то, что оставил ребёнка без помощи, Картер совершил самоубийство в 1994 году, через несколько месяцев после получения премии. Эта работа Сюй Чжэня снова вызывает вопросы об эксплуатации человека, которые возникают в современном искусстве с 1972, когда Gino De Dominicis включил молодого человека с синдромом Дауна в свою инсталляцию на Венецианской биеннале. 21 день, пять часов в день, трёхлетняя девочка, родившаяся в Гуанчжоу в семье гвинейских иммигрантов, сидела в галерее под присмотром своей матери. Действия Чжэня напоминают манипуляции Сантьяго Сьерры с иракскими иммигрантами и бразильскими проститутками, а также Маурицио Каттелана, хоронившего факира на Венецианской биеннале в 1999.
- Известный дерзостью (одна из ранних видео работ показывает как художник бьёт мёртвой кошкой о стены и пол комнаты на протяжении 45 минут), Сюй Чжэнь появился в конце 1990-х, когда многие китайские художники приобрели известность физическими самоистязаниями и использованием живых животных, частей человеческого тела и трупов. Самый спорный из всех, Чжу Юй (Zhu Yu) в 2000 якобы съел мёртвого человеческого зародыша, а двумя годами позже заплатил проститутке, чтобы она забеременела и сделала аборт, с тем, чтобы скормить зародыша собаке.

## Персональные выставки
| - 2008 Impossible is Nothing, Long March Space, Пекин - 2008 Xu Zhen, Folkert de Jong, Martha Colburn, James Cohan Gallery, Нью-Йорк - 2008 Just Did It, James Cohan Gallery, Нью-Йорк - 2007 In Just the Blink of an Eye, James Cohan Gallery with PERFORMA, Нью-Йорк - 2007 Art '38 Basel, Art Unlimited-Xu Zhen 18 Days (at B3), Art Fair Швейцария | - 2006 8848 — 1.86, ShanghART H-Space, Шанхай - 2006 8848 — 1.86 Museum Boijmans Van Beuningen, Роттердам - 2006 An Animal, 2577 Longhua Road, Xuhui district, Шанхай - 2002 Careful, Don’t Get Dirty, Galerie Waldburger, Берлин - 2002 A Young Man, Bizart, Шанхай |